# Hans von Diskow
Hans von Diskow (Dieskau) født før 1541, død i januar 1563, var en tysk bygmester virksom i Danmark. Diskow var formentlig den første renæssancearkitekt af europæisk format, som det lykkedes at kalde til Danmark. Han fik imidlertid primært betydning som fæstningsbygger.
Han var overbygmester i Leipzig fra 1541, udnævntes til kgl. bygmester i Danmark 1. juli 1558 og generalfelttøjmester i Sachsen fra 1560.

## Værker
- Forbedringer på Krogens, nu Kronborgs, befæstning (1558)
- Projekt til ombygning af Krogen Slot (1560)